# Anton von Triulzi
Anton von Triulzi (německy Anton Adalbert Wilhelm Edler von Triulzi) (28. června 1863 Celje – 6. listopadu 1926 Štýrský Hradec) byl rakousko-uherský
admirál slovinského původu. Pocházel z důstojnické rodiny a od roku 1882 sloužil u c. k. námořnictva. Později si doplnil vzdělání v přírodních oborech na Vídeňské univerzitě a byl účastníkem vědeckých expedicí do Rudého moře. Uplatnil se také jako pedagog a spisovatel, jako námořní důstojník byl později velitelem několika válečných lodí. V roce 1912 byl penzionován, ale za první světové války reaktivován. V letech 1914–1917 zastával funkci velitele C. k. námořní akademie a v roce 1915 dosáhl hodnosti kontradmirála. Po rozpadu monarchie žil v soukromí ve Štýrsku.

## Životopis

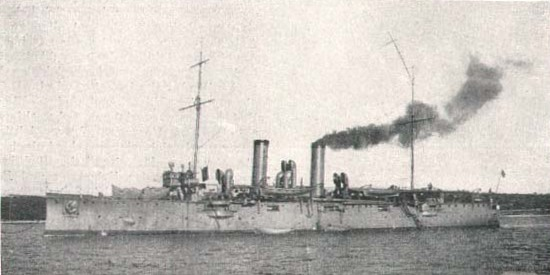
Křižník SMS Zenta, vlajková loď kapitána Triulziho v letech 1909–1910

Byl synem c. k. plukovníka Antona Triulziho (1826–1891), který měl slovinské předky (původní příjmení Trulc). Studoval vojenskou kadetní školu v Sankt Pölten a v letech 1878–1882 absolvoval C. k. námořní akademii v Rijece. K námořnictvu vstoupil jako kadet v roce 1882 a vystřídal službu na různých lodích. Další průpravu získal na cvičné lodi SMS Novara a v letech 1885–1886 absolvoval zaoceánskou plavbu na korvetě SMS Frundsberg pod velením kapitána Semseye. Cesta vedla ze Středozemního moře Suezským průplavem přes Rudé moře k břehům Indie, kde kotvila v Kalkatě, Madrasu, Bombaji a na Cejlonu. V roce 1886 získal hodnost praporčíka a na cvičné lodi SMS Velebich absolvoval důstojnický kurz pro obsluhu torpéd.
V letech 1892–1894 si doplnil vzdělání na Vídeňské univerzitě, kde navštěvoval přednášky z geologie, astronomie a meteorologie. Mezitím postupoval v hodnostech (poručík II. třídy 1892, poručík I. třídy 1896). Od roku 1895 byl několik zaměstnán u Hydrografického úřadu v Pule, kde se věnoval měření gravitace ve Středozemním moři. Jako dělostřelecký důstojník na parníku SMS Pola kapitána Potta byl účastníkem dvou vědeckých výprav do Rudého moře (1895–1896, 1897–1898). Poznatky z cest publikoval v několika odborných článcích pod hlavičkou C. k. akademie věd a umění, která tyto expedice iniciovala. Mezitím působil také u arzenálu v Pule a získal pod velení menší plavidla typu torpédových člunů. V letech 1899–1902 působil jako pedagog na C. k. námořní akademii a v roce 1902 se jako navigační důstojník na křižníku SMS Kaiser Karl VI. kapitána Dregera plavil na Dálný východ. Cesta vedla přes Suezský průplav a Indický oceán do východní Asie, kde loď kotvila v několika čínských přístavech (Hongkong, Šanghaj), další zastávky se konaly v Japonsku (Jokohama, Nagasaki) a v ruském Vladivostoku. Po návratu z této cesty byl prvním důstojníkem na křižníku SMS Zenta a korvetě SMS Frundsberg. V letech 1904–1905 byl velitelem parníku SMS Taurus, který sloužil jako staniční loď v Istanbulu.

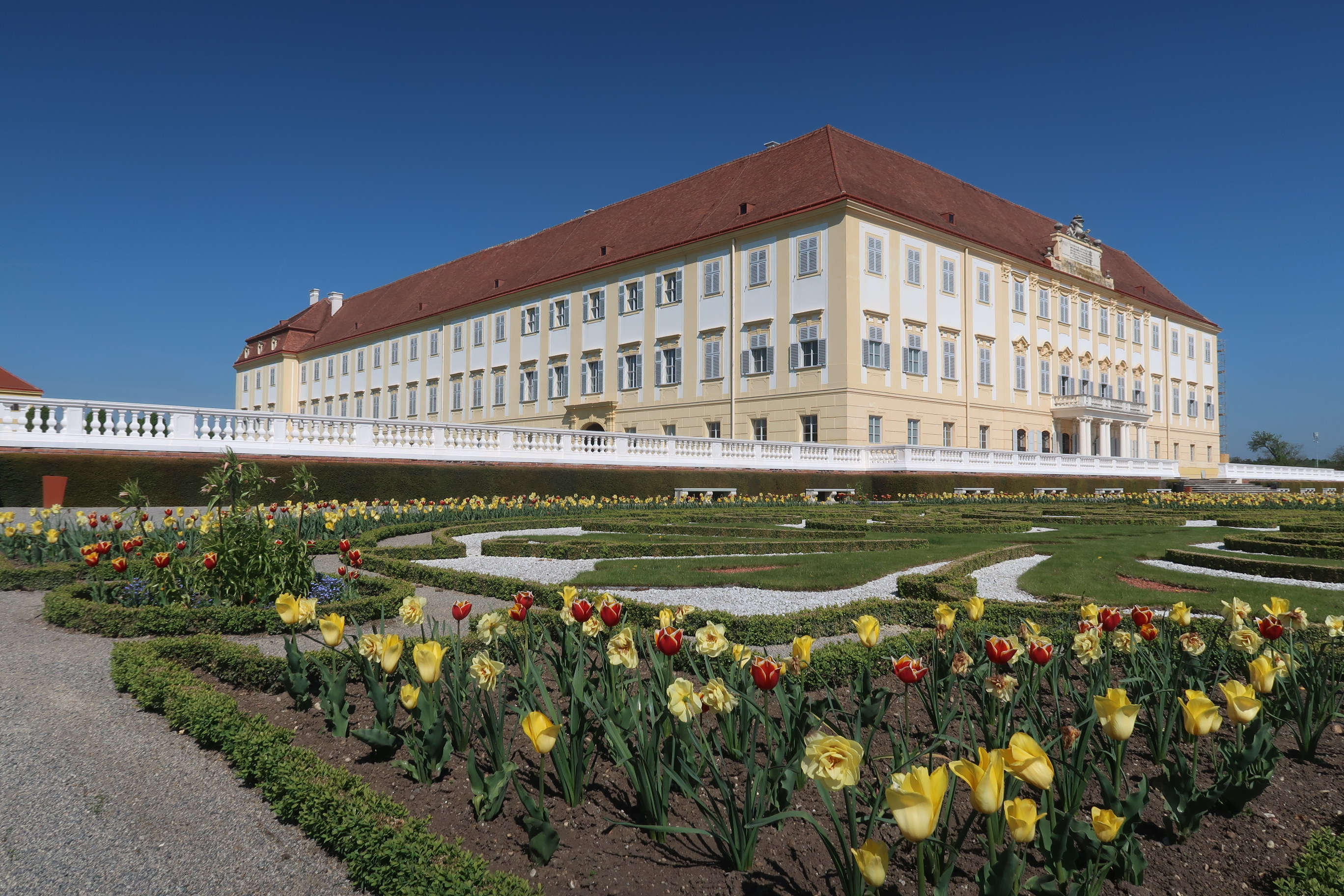
Zámek Hof v Dolním Rakousku, sídlo C. k. námořní akademie za první světové války

V hodnosti korvetního kapitána (1. května 1906) byl prvním důstojníkem na bitevní lodi SMS Erzherzog Karl kapitána Johna (1906–1907), další dva roky strávil jako velitel staniční lodi SMS Bellona vyřazené již z aktivní služby (1907–1909). Mezitím byl povýšen na fregatního kapitána (1. listopadu 1908) a v letech 1909–1910 byl velitelem křižníku SMS Zenta, který v rámci záložní eskadry kotvil v Terstu. V roce 1910 byl přeložen ke sborovému námořnímu velitelství v Pule a k datu 1. května 1911 obdržel hodnost kapitána řadové lodi. V letech 1911–1912 byl šéfem štábu eskadry admirála Lanjuse.
K datu 1. července 1912 byl penzionován, ale na začátku první světové války se vrátil do aktivní služby. V srpnu 1914 byl jmenován velitelem C. k. námořní akademie, která byla tehdy z bezpečnostních důvodů přestěhována z Rijeky do dolnorakouského zámku Hof a později do Braunau. K datu 3. listopadu 1915 byl povýšen do hodnosti kontradmirála. Ve funkci velitele námořní akademie setrval do července 1917 a od té doby žil v soukromí.
Po odchodu do výslužby žil ve Štýrském Hradci, kde zemřel 6. listopadu 1926 ve věku 63 let.
V roce 1893 se oženil s Elisabeth Mohrovou (1868–1955), dcerou německého bankéře a konzula, manželství zůstalo bezdětné. Díky manželce byl švagrem německého admirála Reinharda Scheera (1863–1928), významného velitele císařského německého námořnictva za první světové války v Severním moři.

## Tituly a ocenění
Po nobilitaci svého otce v roce 1877 užíval šlechtický titul Edler von. Během služby u námořnictva se stal nositelem vysokých vyznamenání v Rakousku-Uhersku i v zahraničí.

### Rakousko-Uhersko
- Vojenský záslužný kříž (1895)
- Vojenská záslužná medaile (1898)
- Jubilejní pamětní medaile (1898)
- Služební odznak pro důstojníky III. třídy (1907)
- Vojenský jubilejní kříž (1908)
- Řád železné koruny III. třídy (1912)
- komturský kříž Řádu Františka Josefa s válečnou dekorací (1917)

### Zahraničí
- rytířský kříž Řádu sv. Mořice a Lazara (1895, Itálie)
- Řád Medžidie III. třídy (1905, Osmanská říše)